# IC 3820
IC 3820 је галаксија у сазвјежђу Ловачки пси која се налази на листи објеката дубоког неба у Индекс каталогу.
Деклинација објекта је + 37° 7' 2" а ректасцензија 12h 49m 39,0s. Привидна величина (магнитуда) објекта IC 3820 износи 15,0 а фотографска магнитуда 16,0.